# Заговор Лорковича — Вокича
Заговор Лорковича — Вокича (хорв. Urota Lorković-Vokić) — попытка государственного переворота в Независимом государстве Хорватия, предпринятая министром внутренних дел Младеном Лорковичем и министром вооружённых сил Анте Вокичем в 1944 году. Планировалось, что будет создано коалиционное правительство на основе Хорватской крестьянской партии, которое разорвёт союз со странами оси и обеспечит переход Хорватии на сторону Антигитлеровской коалиции при поддержке Хорватского домобранства и последующее создание независимой Хорватии. Хорватская крестьянская партия, которая вела сепаратные переговоры с союзниками, разработала этот план, однако он провалился после того, как основных заговорщиков — Лорковича и Вокича — арестовали по приказу Анте Павелича и казнили.

## Ситуация в Европе
Начатая Германией 24 августа 1942 года атака на Сталинград захлебнулась и привела к поражению и разгрому вермахта 2 февраля 1943 года, что переломило ход войны в пользу СССР и Западных Союзников. 9 июля 1943 года союзники высадились на Сицилии, что привело к государственному перевороту в Италии, сместившему Бенито Муссолини, который был арестован 25 июля. В тот же день король Виктор Эммануил III назначил новым премьер-министром Пьетро Бадольо, а 8 сентября Италия была выведена из войны после своей безоговорочной капитуляции. 6 июня 1944 года союзники нанесли ещё один удар по Германии, высадившись в Нормандии. Все эти поражения вермахта подорвали доверие стран оси к своему главному покровителю.
- 23 августа 1944 года после вступления советских войск в Румынию король Михай I организовал государственный переворот и объявил Германии войну. Страна же раскололась на две части: сторонники короля выступали на стороне антигитлеровской коалиции, противники присоединились к Гитлеру и его союзнику Иону Антонеску.
- 2 сентября 1944 года в Болгарии Отечественный фронт сверг прогерманское правительство, а спустя три дня СССР занял северо-восток Болгарии, формально объявив войну. Болгарские войска не оказывали сопротивления и 8 сентября уже стали сражаться на стороне антигитлеровской коалиции.
- 15 октября 1944 года регент Венгрии Миклош Хорти объявил о перемирии с СССР, но разгневанные немцы организовали переворот и поставили своего человека — Ференца Салаши из Скрещенных стрел, который не принял перемирие и приказал продолжать войну.

## Подготовка к перевороту

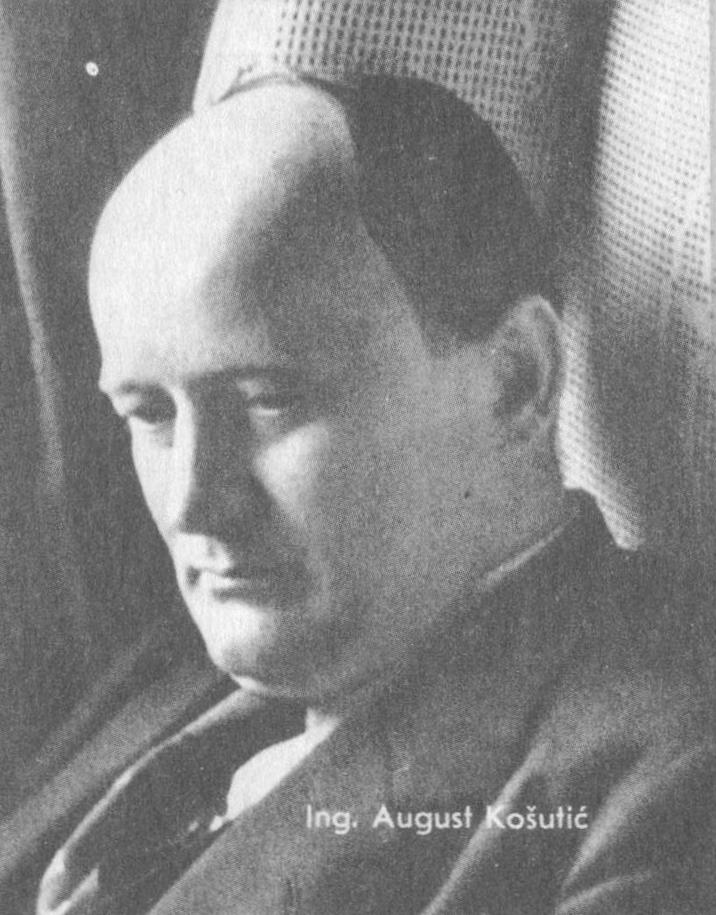
Аугуст Кошутич, вице-президент Хорватской крестьянской партии

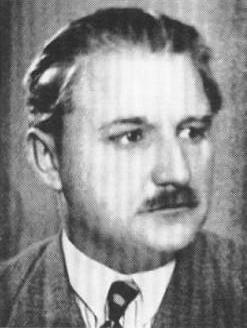
Людевит Томашич, заместитель секретаря Хорватской крестьянской партии

Владко Мачек, глава Хорватской крестьянской партии, мечтал о создании независимой демократической и антикоммунистической Хорватии, созданной при поддержке Великобритании. Он рассчитывал, что союзники высадятся на побережье Далмации и поддержат его стремления, а Хорватское домобранство бросит усташей и перейдёт на сторону Хорватской крестьянской партии. Однако на этот случай был свой план и у четников Дражи Михаиловича, которые рассчитывали изгнать и коммунистов, и хорватских националистов из страны при помощи британцев. Три деятеля Хорватской крестьянской партии — Аугуст Кошутич (вице-президент), Людевит Томашич (заместитель секретаря) и Иванко Фаролфи получили задание начать переговоры с британцами. Фаролфи отвечал также за установление контакта с офицерами Хорватского домобранства, руководством партий и зарубежными разведками.
Младен Лоркович подготовил план разоружения немцев в НГХ, установлению власти Хорватской крестьянской партии и призыва к союзникам высадиться на побережье Далмации. Лоркович верил, что это не позволит установить свою власть ни Иосипу Брозу Тито, ни королю Петру II. В июле 1944 года Вокич на встрече заявил, что как только союзники высадятся на Балканах, немцев нужно будет разоружить, поскольку немцы опасались подобного развития событий с переходом Хорватии на сторону союзником. Атташе люфтваффе в Загребе докладывал 11 августа, что хорватские военные отказались от сотрудничества с немцами, но требовали больше оружия и боеприпасов. Лоркович тем временем установил связь с Фаролфи, Томашичем и Кошутичем.
План заговорщиков дал трещину после того, как выяснилось, что союзники не собирались высаживаться в Далмации. Уинстон Черчилль, тем не менее, не исключал такого варианта развития событий, вследствие чего начал переговоры с Брозом Тито о возможной высадке в Истрии в августе 1944 года. Хорватская крестьянская партия и Хорватское домобранство не могли ничего предложить, кроме обещаний, в то время как югославские партизаны Тито уже были признаны бойцами Антигитлеровской коалиции. Британцы, ранее помогавшие югославским четникам, позднее узнали о сотрудничестве четников с гитлеровцами и второй раз рисковать не собирались, чтобы не запутаться окончательно в противостоящих на Балканском полуострове силах, поэтому помогать Хорватскому домобранству и Хорватской крестьянской партии не собирались.
От лица хорватских заговорщиков переговоры с союзниками также вели Томо Яничкович, Зенон Адамич и Иван Бабич — партия думала, что все эти трое договорились успешно о вторжении союзников в Далмацию, а назначение Ивана Шубашича на пост министра Югославии в правительстве в изгнании и предложение генерала Ивана Томашевича предоставить свои войска союзникам вдохновило заговорщиков ещё больше. В дальнейшем их вера в высадку союзников в Далмации укрепилась после того, как советские войска вступили на территорию Румынии, а прогитлеровское правительство Иона Антонеску было свергнуто.

## Провал
Поглавник НГХ Анте Павелич всё же полагал, что немцы выиграют войну любой ценой. 30 августа 1944 года он пригласил на встречу на своей хорошо охраняемой вилле Лорковича и Вокича. В присутствии множества вооружённых людей Павелич публично обвинил Лорковича и Вокича в попытке государственного переворота и приказал их арестовать. Усилия заместителя премьер-министра Джафера Куленовича спасти обвиняемых оказались тщетными: под суд попали 60 человек. Лоркович просил Павелича не причинять вреда деятелям Хорватской крестьянской партии, а Вокич убеждал поглавника, что они просто выполняли приказы сверху. Несколько человек всё же были освобождены, а самих Лорковича и Вокича осудили и позднее казнили.

## Заговорщики
- Младен Лоркович, министр внутренних дел
- Анте Вокич, министр вооружённых сил
- Франьо Шимич, генерал хорватского домобранства; готовился в случае высадки американцев и британцев в Далмации сбежать к ним[11].
- Иван Бабич, подполковник хорватского домобранства; раскрыл союзникам план переворота[12], после войны сбежал в Южную Америку.
- Петар Блашкович, генерал от инфантерии хорватского домобранства
- Иван Мрак, бывший командир Хорватского воздушного легиона[13]
- Иванко Фаролфи, деятель Хорватской крестьянской партии
- Людевит Томашич, деятель Хорватской крестьянской партии
- Аугуст Кошутич, деятель Хорватской крестьянской партии